# 布拉加區
布拉加區 （葡萄牙語：Distrito de Braga，葡萄牙語：[ˈbɾaɣɐ] ⓘ）是葡萄牙北部的一個區。面積2,673平方公里，人口831,368人 （2001年）。首府布拉加，下分14市镇。